# Vasile Ursu
Vasile Ursu (* 1. August 1948 in Ratuș, Rajon Criuleni) ist ein moldauischer Politiker und ehemaliger Bürgermeister der Stadt Chișinău.
Vasile Ursu ist gelernter Bauingenieur und studierte 1975 an der Technischen Universität von Moldau. Von 1993 bis 1995 war er neben Nicolae Costin und zwischen 2003 und 2005 neben Serafim Urecheanu Vizebürgermeister von Chișinău. Am 20. April 2005 trat er dessen Nachfolge als Bürgermeister an. Am 25. Januar 2007 wurde Ursu von Veaceslav Iordan als Bürgermeister abgelöst.